# Юсупов Каміль
Каміль Юсупов (1931, тепер Узбекистан — ?) — узбецький радянський державний діяч, секретар ЦК КП Узбекистану, міністр народної освіти Узбецької РСР. Кандидат економічних наук, професор.

## Життєпис
У 1954 році закінчив Середньоазіатський державний університет імені Леніна в Ташкенті, здобув спеціальність історика.
Член КПРС.
З 1954 року — заступник завідувача відділу пропаганди і агітації Ташкентського обласного комітету ЛКСМ Узбекистану.
Потім навчався в аспірантурі Інституту економіки Академії наук Узбецької РСР.
Після закінчення аспірантури — молодший науковий співробітник, старший науковий співробітник, вчений секретар, керівник групи, одночасно секретар комітету комсомолу Інституту економіки Академії наук Узбецької РСР.
У 1967—1975 роках — завідувач кафедри політекономії Ташкентського державного педагогічного інституту імені Нізамі.
У 1975—1985 роках — секретар партійного комітету Ташкентського державного педагогічного інституту імені Нізамі. Одночасно працював професором педагогічного інституту.
У 1989—1990 роках — ректор Ташкентського державного педагогічного інституту імені Нізамі. 
У 1990 — березні 1991 року — міністр народної освіти Узбецької РСР.
12 березня — вересень 1991 року — секретар ЦК КП Узбекистану.
Подальша доля невідома.

## Нагороди
- Заслужений працівник народної освіти Узбецької РСР